# Fomitopsidaceae
Famille
Les Fomitopsidaceae sont une famille de champignons basidiomycètes de l'ordre des Polyporales.

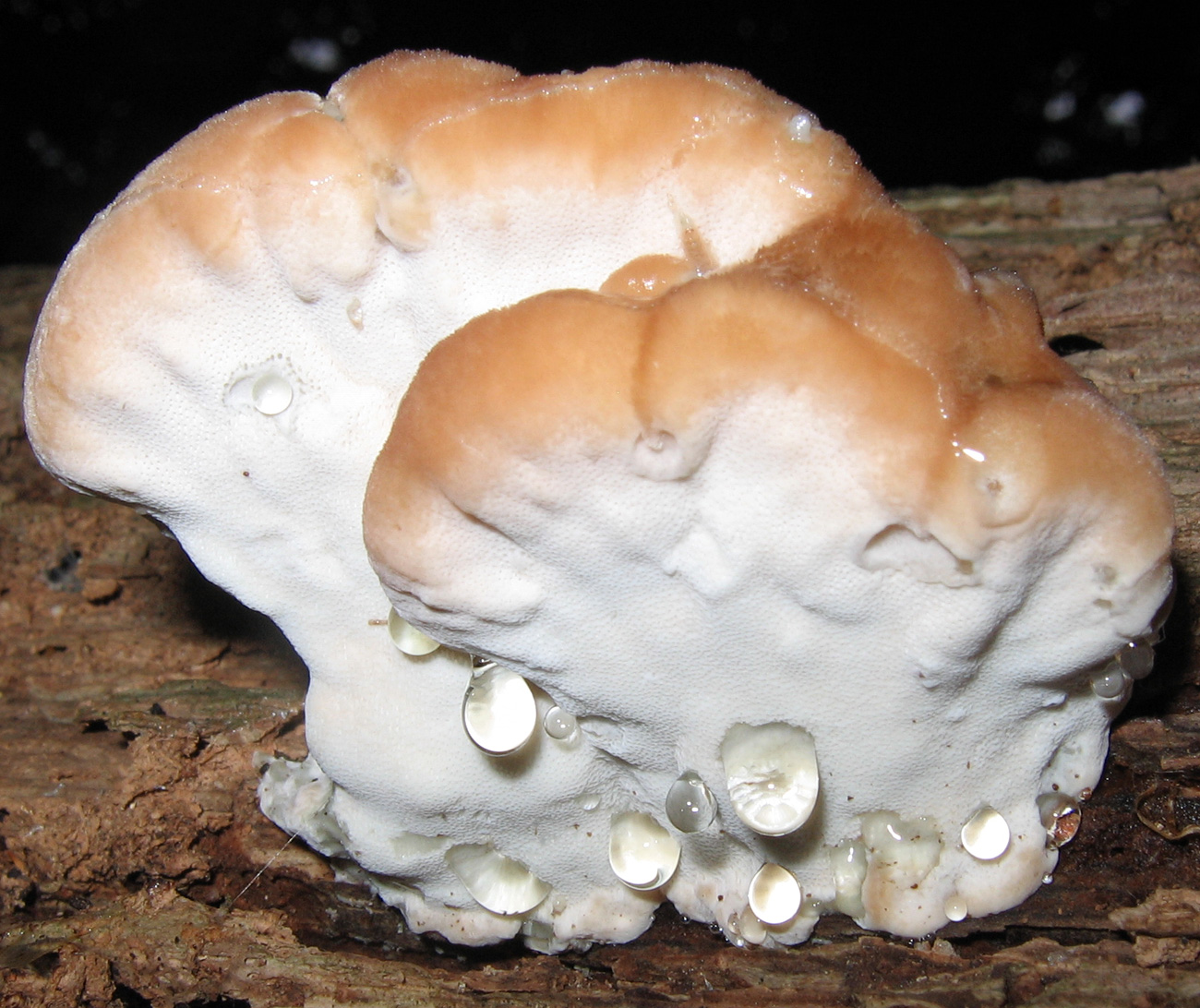
Photographie de Fomitopsis spraguei

## Liste des genres
Selon Catalogue of Life (25 sept. 2015) :
- genre Amylocystis
- genre Anomoloma
- genre Anomoporia
- genre Antrodia
- genre Auriporia
- genre Buglossoporus
- genre Climacocystis
- genre Coriolellus
- genre Dacryobolus
- genre Daedalea
- genre Donkioporia
- genre Fibroporia
- genre Fomitella
- genre Fomitopsis
- genre Gilbertsonia
- genre Gloeocystidium
- genre Ischnoderma
- genre Laetiporus
- genre Lasiochlaena
- genre Neolentiporus
- genre Oligoporus
- genre Osteina
- genre Parmastomyces
- genre Phaeolus
- genre Pilatoporus
- genre Piptoporus
- genre Postia
- genre Ptychogaster
- genre Pycnoporellus
- genre Spelaeomyces
- genre Spongiporus
- genre Sporotrichum
- genre Xylostroma